# Biały Kościół (gromada w powiecie krakowskim)
Biały Kościół – dawna gromada, czyli najmniejsza jednostka podziału terytorialnego Polskiej Rzeczypospolitej Ludowej w latach 1954–1972.
Gromady, z gromadzkimi radami narodowymi (GRN) jako organami władzy najniższego stopnia na wsi, funkcjonowały od reformy reorganizującej administrację wiejską przeprowadzonej jesienią 1954 do momentu ich zniesienia z dniem 1 stycznia 1973, tym samym wypierając organizację gminną w latach 1954–1972.
Gromadę Biały Kościół z siedzibą GRN w Białym Kościele utworzono – jako jedną z 8759 gromad na obszarze Polski – w powiecie olkuskim w woj. krakowskim, na mocy uchwały nr 28/IV/54 WRN w Krakowie z dnia 6 października 1954. W skład jednostki weszły obszary dotychczasowych gromad Biały Kościół, Prądnik Korzkiewski, Wielka Wieś i Wierzchowie oraz przysiółek Murownia z dotychczasowej gromady Czajowice ze zniesionej gminy Cianowice w tymże powiecie. Dla gromady ustalono 21 członków gromadzkiej rady narodowej.
1 stycznia 1958 gromadę przyłączono do powiatu krakowskiego w tymże województwie.
31 grudnia 1961 do gromady Biały Kościół przyłączono obszar zniesionej gromady Bębło.
Gromadę zniesiono 1 stycznia 1969, a jej obszar włączono do gromady Modlnica, którą równocześnie przemianowano na gromady Wielka Wieś.